# 존 카니 (정치인)
존 찰스 카니 주니어(John Charles Carney Jr., 1956년 5월 20일 ~ )는 미국의 정치인으로 제74대 델라웨어주 주지사이다.

## 학력
- 다트머스 대학교 학사
- 델라웨어 대학교 행정학 석사

## 경력
- 2001.01 ~ 2009.01 제24대 델라웨어 부지사
- 2011.01 ~ 2017.01 제112·113·114대 미국 연방 하원의원
- 2017.01 ~ 2025.01 제74대 델라웨어주 주지사
- 2025.01 ~ 제57대 델라웨어주 윌밍턴 시장

## 역대 선거 결과
| 선거명      | 직책명                         | 대수  | 정당   | 득표율  | 득표수    | 결과 | 당락                     |
| ----------- | ------------------------------ | ----- | ------ | ------- | --------- | ---- | ------------------------ |
| 2000년 선거 | 델라웨어 부지사                | 24대  | 민주당 | 61.72%  | 193,348표 | 1위  | 델라웨어 부지사 당선     |
| 2004년 선거 | 델라웨어 부지사                | 24대  | 민주당 | 62.10%  | 218,272표 | 1위  | 델라웨어 부지사 당선     |
| 2010년 선거 | 하원의원 (델라웨어 광역선거구) | 112대 | 민주당 | 56.78%  | 173,543표 | 1위  | 델라웨어주 하원의원 당선 |
| 2012년 선거 | 하원의원 (델라웨어 광역선거구) | 113대 | 민주당 | 64.41%  | 249,933표 | 1위  | 델라웨어주 하원의원 당선 |
| 2014년 선거 | 하원의원 (델라웨어 광역선거구) | 114대 | 민주당 | 59.26%  | 137,251표 | 1위  | 델라웨어주 하원의원 당선 |
| 2016년 선거 | 델라웨어 주지사                | 74대  | 민주당 | 58.34%  | 248,404표 | 1위  | 델라웨어 주지사 당선     |
| 2020년 선거 | 델라웨어 주지사                | 74대  | 민주당 | 59.46%  | 292,903표 | 1위  | 델라웨어 주지사 당선     |
| 2024년 선거 | 윌밍턴 시장                    | 57대  | 민주당 | 100.00% | 24,191표  | 1위  | 윌밍턴 시장 당선         |

## 참고 자료
- 공식블로그
- 존 카니 - X
- 존 카니 - 페이스북
- 존 카니 - 인스타그램

| 전임 루스 앤 미너 | 제24대 델라웨어 부지사 2001년 1월 16일 ~ 2009년 1월 20일 | 후임 매튜 덴 |

| 전임 마이크 캐슬 | 제112·113·114대 델라웨어주 광역선거구 연방 하원의원 2011년 1월 3일 ~ 2017년 1월 3일 | 후임 리사 블런트 로체스터 |

| 전임 잭 마르켈 | 제74대 델라웨어 주지사 2017년 1월 17일 ~ 2025년 1월 7일 | 후임 베서니 홀롱 |

| 전임 마이크 퍼직키 | 제57대 윌밍턴 시장 2025년 1월 7일 ~ |  |